# 동방고등학교
동방고등학교(東邦高等學校)는 대한민국 대전광역시 서구 관저동에 있는 사립 고등학교이다.

## 학교 연혁
- 1979년 4월 16일 : 학교법인 신성학원 설립 허가 (설립자 겸 초대 이사장 이병익 박사 취임)
- 1980년 1월 24일 : 동방여자고등학교 설립 인가 (학년당 5학급, 계 15학급)
- 1980년 3월 1일 : 초대 교장 이길환 선생 취임
- 1980년 3월 7일 : 개교 (제1회 입학식)
- 1981년 5월 20일 : 개교 기념 및 교사 준공식 (복수동 교사)
- 1983년 2월 10일 : 제1회 졸업식
- 1986년 10월 10일 : 학칙 변경 인가 (학년당 12학급, 계 36학급)
- 1995년 1월 24일 : 교사 이전 (복수동→관저동)
- 1998년 9월 9일 : 학교법인 명칭 변경 인가 (신성학원 → 혜천학원)
- 2006년 7월 12일 : 학교법인 동방학원 설립 허가 (혜천학원에서 분리) (설립자 이용국 박사,  제6대 이사장 이한종 선생)
- 2007년 3월 1일 : 동방여자고등학교에서 동방고등학교로 교명 변경
- 2015년 7월 1일 : 제7대 이사장 최영복 선생 취임
- 2024년 1월 4일 : 제42회 졸업식 (졸업생 누계 19,195명)
- 2024년 3월 4일 : 제45회 입학식 (남 5학급, 여 5학급)
- 2024년 9월 1일 : 제14대 교장 강도순 선생 취임

## 참고 자료
- 동방고등학교 - 한국교육학술정보원 학교알리미